# Commissione Affari sociali, sanità, lavoro pubblico e privato, previdenza sociale
La Commissione permanente 10ª Affari sociali, sanità, lavoro pubblico e privato, previdenza sociale è un organo del Senato della Repubblica italiana, istituito a partire dalla XIX legislatura accorpando le competenze della precedente commissione 11ª Lavoro pubblico e privato, previdenza sociale con quelle della commissione 12ª Igiene e sanità.

## Funzione
A seguito della riduzione di un terzo dei senatori, nel 2022 il Senato «ha optato per una riduzione a dieci Commissioni, attraverso forme di accorpamento di quelle attualmente previste, basate su due
criteri complementari: da un lato, si è ritenuto del tutto logico impostare tali accorpamenti sulla base di un criterio di affinità tematica delle competenze da attribuire; dall’altro, è stata condivisa la necessità di impostare tale ridefinizione anche sulla base
dei carichi di lavoro ordinariamente assegnati alle Commissioni attualmente esistenti.
È questa la ragione della scelta di accorpare
le Commissioni (...) Lavoro e Sanità».

## Composizione
La Commissione è composta da 22 senatori (di cui due segretari, due vicepresidenti e un presidente) scelti in modo omogeneo tra i componenti del Senato della Repubblica, in modo da rispecchiarne le forze politiche presenti. Essi sono scelti dai gruppi parlamentari (e non dal Presidente, come invece accade per l'organismo della Giunta parlamentare): per la nomina dei membri ciascun Gruppo, entro cinque giorni dalla propria costituzione, procede, dandone comunicazione alla Presidenza del Senato, alla designazione dei propri rappresentanti nelle singole Commissioni permanenti.
Ogni senatore chiamato a far parte del governo o eletto presidente della Commissione è, per la durata della carica, sostituito dal suo gruppo nella Commissione con un altro senatore, che continua ad appartenere anche alla Commissione di provenienza. Tranne in rari casi nessun Senatore può essere assegnato a più di una Commissione permanente. Le Commissioni permanenti sono rinnovate dopo il primo biennio della legislatura ed i loro componenti possono essere confermati, ma i gruppi parlamentari possono cambiare i propri membri autonomamente in qualsiasi momento, sostituendoli, aggiungendoli o rimuovendoli, modificando di conseguenza anche il numero totale dei componenti della Commissione.

## Presidenti
| N°                                                                        | Presidente | Presidente | Presidente                | Gruppo parlamentare | Mandato          | Mandato   | Legislatura |
| N°                                                                        | Presidente | Presidente | Presidente                | Gruppo parlamentare | Inizio           | Fine      | Legislatura |
| ------------------------------------------------------------------------- | ---------- | ---------- | ------------------------- | ------------------- | ---------------- | --------- | ----------- |
| 9ª Industria, commercio, turismo, agricoltura e produzione agroalimentare |            |            |                           |                     |                  |           |             |
| 1                                                                         |            |            | Francesco Zaffini (1955–) | Fratelli d'Italia   | 10 novembre 2022 | in carica | XIX (2022)  |

## Procedure
La Commissione viene convocata per la prima volta dal Presidente del Senato per procedere alla propria costituzione. L'Ufficio di Presidenza della Commissione, integrato dai rappresentanti dei Gruppi, predispone il programma e il calendario dei lavori, che sono stabiliti in modo da assicurare l'esame in via prioritaria dei disegni di legge e degli altri argomenti compresi nel programma e nel calendario dell'Assemblea. Quando la discussione di un determinato argomento, anche non compreso nel programma, sia richiesta da almeno un quinto dei componenti della Commissione, l'inserimento nell'ordine del giorno in tempi brevi è rimesso all'Ufficio di Presidenza della Commissione stessa. Al termine di ciascuna seduta, di norma, il Presidente della Commissione annuncia la data, l'ora e l'ordine del giorno della seduta successiva e viene di conseguenza stampato e pubblicato l'ordine del giorno.

## Composizione nella XIX legislatura (2022 -in corso)
Elenco dei membri a settembre 2024:
| Gruppo parlamentare | Gruppo parlamentare                                                                                 | Senatore                                           |
| ------------------- | --------------------------------------------------------------------------------------------------- | -------------------------------------------------- |
|                     | Fratelli d'Italia                                                                                   | Francesco Zaffini (presidente)                     |
|                     | Lega Salvini Premier - Partito Sardo d'Azione                                                       | Maria Cristina Cantù (vicepresidente)              |
|                     | Italia Viva - Il Centro - Renew Europe                                                              | Daniela Sbrollini (vicepresidente)                 |
|                     | Fratelli d'Italia                                                                                   | Elena Leonardi (segretaria)                        |
|                     | Partito Democratico - Italia Democratica e Progressista                                             | Ylenia Zambito (segretaria)                        |
|                     | Fratelli d'Italia                                                                                   | Gianni Berrino (in sostituzione di Isabella Rauti) |
| Paola Mancini       | Fratelli d'Italia                                                                                   |                                                    |
| Raoul Russo         | Fratelli d'Italia                                                                                   |                                                    |
| Giovanni Satta      | Fratelli d'Italia                                                                                   |                                                    |
| Ignazio Zullo       | Fratelli d'Italia                                                                                   |                                                    |
|                     | Partito Democratico - Italia Democratica e Progressista                                             | Susanna Camusso                                    |
| Annamaria Furlan    | Partito Democratico - Italia Democratica e Progressista                                             |                                                    |
| Sandra Zampa        | Partito Democratico - Italia Democratica e Progressista                                             |                                                    |
|                     | Lega Salvini Premier - Partito Sardo d'Azione                                                       | Tilde Minasi (in sostituzione di Claudio Durigon)  |
| Elena Murelli       | Lega Salvini Premier - Partito Sardo d'Azione                                                       |                                                    |
|                     | MoVimento 5 Stelle                                                                                  | Maria Domenica Castellone                          |
| Barbara Guidolin    | MoVimento 5 Stelle                                                                                  |                                                    |
| Orfeo Mazzella      | MoVimento 5 Stelle                                                                                  |                                                    |
|                     | Forza Italia - Berlusconi Presidente - PPE                                                          | Francesco Silvestro                                |
| Daniela Ternullo    | Forza Italia - Berlusconi Presidente - PPE                                                          |                                                    |
|                     | Per le Autonomie (SVP-Patt, Campobase)                                                              | Luigi Spagnolli                                    |
|                     | Civici d'Italia - Noi moderati (UDC - Coraggio Italia - Noi con l'Italia - Italia al Centro) - MAIE | Antonio Guidi                                      |
|                     | Misto-Non iscritti                                                                                  | Liliana Segre                                      |